# Agnes Nobel
Agnes Nobel, född 12 sep 1938, död 8 sep 2024, var en svensk barnpsykolog, docent och universitetslektor (em.) i pedagogik vid Uppsala universitet och även författare. Hon disputerade 1979 vid Uppsala universitet och utgav flera böcker och artiklar om gränsområdet mellan konst och vetenskap.